# ابن إسفنديار
بَهَاءُ اَلدِّينِ مُحَمَّدُ بْنُ حَسَنِ بْنِ إِسْفَنْدِيار، المعروف باسم ابن إسفنديار كان مؤرخًا إيرانيًا من القرن الثالث عشر من طبرستان، وقد كتب تاريخ محافظته الأصلية، في كتاب يدعى تاريخ طبرستان. يُعرف القليل عن حياته من مقدمة هذا العمل.